# Vercors (écrivain)
Pour les articles homonymes, voir Bruller et Vercors.
Jean Bruller, dit Vercors, né le 26 février 1902 à Paris 15e et mort le 10 juin 1991 à Paris 1er, est un illustrateur et écrivain français.
Il adopte le pseudonyme littéraire Vercors en 1941 pendant la Résistance. Par la suite, il garde son patronyme pour son travail d'artiste et son pseudonyme comme nom d'écrivain.
Son œuvre la plus célèbre est Le Silence de la mer, publiée clandestinement en 1942.

## Biographie

### Origines familiales

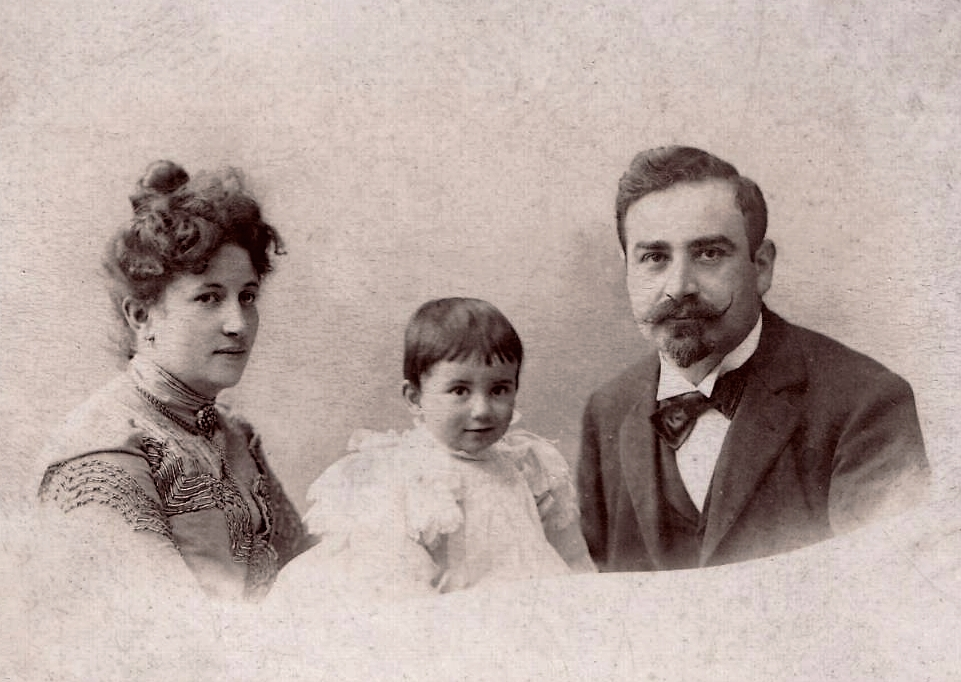
Jean Bruller et ses parents vers 1905.

Jean Bruller est le fils de Louis Bruller (1864-1930), d'origine juive-hongroise et d'Ernestine Bourbon (1875-1948), institutrice. Son acte de naissance indique « Brüller », mais tous les livres publiés et l'usage utilisent l'orthographe « Bruller ».
La vie de son père lui a inspiré la nouvelle La Marche à l'étoile publiée pendant l'Occupation.
Dans un livre d’entretiens, À dire vrai, Vercors attribue à son père une ascendance lorraine : « La famille Bruller venait des Vosges, au XVIIIe siècle. Chassée par un des siens, converti et devenu évêque, et que gênait la présence de cette famille juive, elle a émigré en Hongrie. »
Louis Bruller quitte l'Autriche-Hongrie en 1880 et s'installe à Paris, chassé par la « barbarie » qui règne en Hongrie et attiré par l’idée de la France comme pays de la liberté et des arts. Il y lance un commerce de livres populaires, essentiellement des « feuilletons dominicaux diffusés surtout en province, dans les campagnes, dont les auteurs avaient été cédés à cet effet à prix réduit : Balzac, Hugo, Eugène Sue, mais aussi Paul Féval ou Jean de La Hire. Ou encore cette Histoire populaire de la France. »
Quelques années plus tard, il vend ce commerce et « fait fructifier modestement ce capital dans l’immobilier » en ouvrant une rue dans Paris pour y construire un immeuble, la rue Bruller dans le 14e arrondissement de Paris.

### Formation
Jean Bruller fait ses études primaires et secondaires à l’École alsacienne à Paris.
Après le baccalauréat, il envisage de devenir chercheur et aurait voulu entrer à Supélec. Mais il échoue et se rabat sur l'École Breguet qui forme aussi des ingénieurs électriciens (ESIEE-Paris). Il obtient son diplôme d'ingénieur en 1923 avec médaille de bronze.
Mais il ne souhaite pas entrer dans l'industrie.

### Entre-deux-guerres
Dès 1921, il devient dessinateur humoristique et illustrateur dans la lignée de Gus Bofa. Il publie ses premiers dessins dans la revue Sans-Gêne grâce à Maxime Ferenczi que connaît son père. Il rédige ses premières chroniques Les Propos de Sam Howard dans l'hebdomadaire Paris-Flirt en 1923-1924 sous l'influence des Contes profitables d'Anatole France. Il signe ses dessins avec son pseudonyme Joë Mab. En 1923, il participe au Salon des humoristes et, en juin de la même année, crée sa propre revue humoristique qu'il nomme L'Ingénu, en hommage à Voltaire. Il y dessine et rédige une chronique appelée Les Propos d'un Huron.
En 1924 il met fin à l'expérience pour suivre une formation d'officier de réserve à Saint-Cyr-Coëtquidan. Il fait ensuite six mois de service militaire à Tunis, jusqu'au printemps 1925.
De retour à Paris, le dessinateur répond à de nombreuses commandes publicitaires. Il travaille notamment chez Fernand Nathan pour le compte de Citroën. Il illustre ainsi l'album Frisemouche fait de l'auto décrivant les aventures de la citroënnette, modèle réduit créé par André Citroën pour séduire les parents par le biais de leurs enfants.
Il réalise son premier album (dessins et textes) en 1926 : 21 recettes pratiques de mort violente. Il illustre en 1930 l'album pour enfants Patapoufs et Filifers, fable d'André Maurois sur les méfaits de la ségrégation.
En 1931, il se marie avec Jeanne Barrusseaud, le couple se séparant en 1948.
En contact avec des intellectuels de gauche tels que Romain Rolland, Jean Guéhenno ou Charles Vildrac, il prend conscience des méfaits du colonialisme comme le montrent sa bande dessinée  Le Mariage de Monsieur Lakonik (1931) ou ses illustrations de Baba Diène et Morceau-de-Sucre (1937) de Claude Aveline.

### Seconde Guerre mondiale
Pacifiste jusqu'en 1938, il est mobilisé pendant la Seconde Guerre mondiale à Mours-Saint-Eusèbe, près de Romans, au pied du massif du Vercors.
Il entre ensuite dans la Résistance, encouragé par Pierre de Lescure. Bruller prend alors le pseudonyme de Vercors, nom dudit massif montagneux (sans savoir que celui-ci deviendra par la suite le théâtre d'événements liés à une branche de la résistance), selon un procédé utilisé par de nombreux résistants.
À l'automne 1941, il fonde avec Pierre de Lescure les Éditions de Minuit, maison d'édition clandestine, et publie sa nouvelle Le Silence de la mer le 20 février 1942, qui sera suivie peu après par La Marche à l'étoile. Gaëtan Picon estime que ces deux récits sont d'« une grande pureté de forme et d'une émotion contenue ».
Vercors est le concepteur du logo à l'étoile des Éditions de Minuit qui est utilisé à partir de 1945. Au même moment, en septembre 1941, le PCF avait créé en zone nord, incluant Paris, la collection littéraire « Hier et aujourd’hui », afin de publier des textes à destination de toute la population et non plus seulement des militants, mais ne parvient jamais à concurrencer la maison d'éditions de Vercors et se rallie au Comité national des écrivains (CNE), dont Vercors est membre.

### Après-guerre
Vercors fait partie, à la Libération, de la Commission d'épuration de l'édition mise en place par le CNE, mais il en démissionne en janvier 1945 en raison de l'indulgence de ses membres vis-à-vis des maisons d'édition et quant aux sanctions requises à l'encontre des écrivains collaborationnistes. Dans le même temps, il refuse de participer à l'établissement d'une « liste noire » et renvoie les auteurs au jugement de leur conscience.
Sa prise de distance progressive avec le PCF, dont il était compagnon de route, s'exprime dans les recueils collectifs de résistants célèbres, d'abord sur un ton très prudent dans L’Heure du choix (1947), puis plus nettement dans La Voix libre (1951), salué par Le Monde.
Entre-temps, en décembre 1949, dans la revue Esprit, qui a rajouté le titre « Il ne faut pas tromper le peuple », une lettre de Vercors avait dénoncé le « mécanisme judiciaire stalinien » du procès Rajk, au côté d'un autre des futurs cosignataires de 1951, Jean Cassou, directeur du musée d'art moderne de Paris, déclenchant dès mars 1950 un « processus d’acharnement » contre eux de « la machine de presse communiste », après avoir subi la censure de Pierre Daix dans celle-ci en novembre 1949.
Le PCF est indisposé par la préparation de La Voie libre, cosigné par les résistants Claude Aveline, Jean Cassou et Louis Martin-Chauffier, qui ne put paraître qu’en 1951 de par l'action du parti, alors accusé de vouloir museler ses « compagnons de route » du monde intellectuel. Claude Aveline venait de prendre la tête de la commission internationale contre le régime concentrationnaire (CICRC), constituée à Bruxelles en octobre 1950 avec également les résistants Germaine Tillion et Louis Martin-Chauffier, autre contributeur du recueil via le texte « Le faux dilemme », au moment même où la CICRC demande à Moscou une enquête sur les camps de dissidents. Dans La Voie libre, qui dénonce la division du monde en deux camps opposés et parle de totalitarisme soviétique,, le débat porte davantage sur le plan de la morale et du mensonge en politique selon les principes kantiens. Dans « La conscience humaine », contribution de Cassou au recueil, celui-ci voit dans la campagne contre Tito la vieille machine de l’Inquisition.
Fin 1952, à la demande insistante d’Aragon, Vercors accepte la présidence du CNE, affecté par une nouvelle vague de démissions d’intellectuels, qui ont proposé une motion contre l’antisémitisme des gouvernements de Prague et d’URSS.

### Guerres coloniales

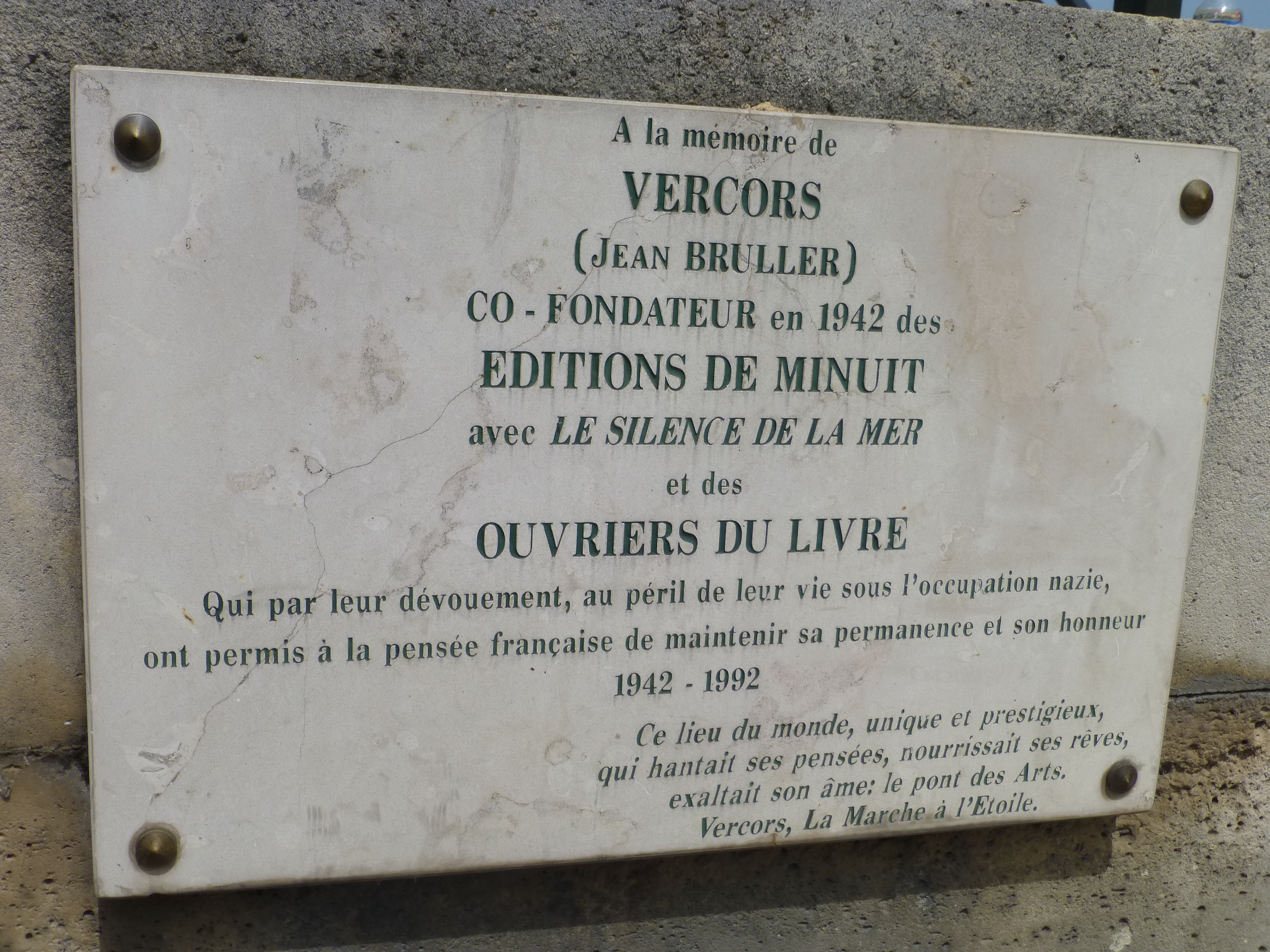
Plaque commémorative sous le Pont des Arts, à Paris, rive gauche de la Seine.

En guise de protestation contre la torture pratiquée en Algérie, Vercors renvoie en 1957 sa Légion d'honneur au Président de la République.
Il stocke dans un de ses appartements les numéros clandestins de Vérités pour (1958-1960) puis entre au comité de direction de Vérité Liberté (1960-1962) avec un des fondateurs du PSU, Claude Bourdet, qui publie aussi avec Jean-Paul Sartre, le Manifeste des 121 écrivains et artistes qui déclarent « le droit à l'insoumission dans la guerre d'Algérie ». Il cofonde ensuite la revue Partisans avec François Maspéro et témoigne notamment en faveur de Jeanson au procès de 1960.
En 1963, il fait partie des soixante personnalités qui appellent à la création de la Ligue nationale contre la force de frappe.
Il meurt à Paris, au 58 quai des Orfèvres, dans la nuit du 9 au 10 juin 1991. Sa seconde épouse, Rita Barisse (1917-2001), a traduit en anglais certains de ses ouvrages.

## Postérité
Le fonds d'archives de l'écrivain est déposé à la Bibliothèque littéraire Jacques-Doucet à Paris.
Une plaque à la mémoire de Vercors et des Éditions de Minuit a été posée en 1992 sur le Pont des Arts, à Paris, par le Secrétariat d'État aux anciens combattants, en souvenir des exemplaires clandestins qui s'échangeaient sur ce pont sous l'Occupation.
Le 9 mai 1998, dans la commune de Villiers-sur-Morin, une plaque commémorative est apposée sur la maison que l'auteur a habitée durant 17 ans et dans laquelle il a écrit Le Silence de la mer et La Marche à l'étoile, et le pont enjambant le Grand Morin est baptisé « pont Vercors ». Ce même jour, la ville voisine de Saint-Germain-sur-Morin nomme sa bibliothèque municipale en son honneur.
En 2018, l'artiste américaine Lutz Bacher présente The silence of the sea, en référence à la nouvelle de Vercors, pour l'inauguration de Lafayette Anticipations, lieu artistique à Paris conçu par Rem Koolhaas.

## Œuvre
Vercors a dédié Le Silence de la mer « à la mémoire de Saint-Pol-Roux, poète assassiné » ; en effet, Saint-Pol-Roux est aussi un vieil homme qui meurt de chagrin en 1940 quand son manoir contenant tous ses textes inédits est pillé, peu après qu'un soldat allemand a violé sa servante et blessé sa fille, qui s'était interposée entre le poète et le soldat. Tout comme Le Silence de la mer veut évoquer une résistance muette au bord des cris, cet homme qui meurt brisé est chargé de symboles et c’est à ce titre que le premier volume des Éditions de Minuit lui est dédié.
Vercors est aussi connu pour un roman philosophique, Les Animaux dénaturés, dont fut tirée la pièce Zoo ou l'assassin philanthrope. Il prend alors part en 1965 à une table ronde intitulée Qu'est-ce qu'un homme ? avec Jean Deschamps et Claude Piéplu.

### Albums
- 21 recettes pratiques de mort violente précédées d'un Petit Manuel du Parfait Suicidé, chez l'artiste, 1926. Réédition : Rome, Portaparole, 2010.
- Hypothèses sur les amateurs de peinture, 16 lithographies, chez l'artiste, 1927.
- Un homme coupé en tranches, Paris, Paul Hartmann, 1929.
- Le mariage de monsieur Lakonik, Paris, Paul Hartmann, 1930[30].
- Nouvelle clé des songes, avec vingt aquarelles de l'auteur représentant les rêves typiques, Paris, Creuzevault, 1934.
- L'enfer, 27 aquarelles, Paris, Aux Nourritures Terrestres, 1935.
- Visions intimes et rassurantes de la guerre, Paris, Aux Nourritures Terrestres, 1936.
- Silences, huit estampes dessinées, gravées, imprimées et coloriées à la main, Paris, Aux Nourritures Terrestres, 1937.
- La Danse des vivants (1932-1938) :
  - Les Relevés Trimestriels, 12 fascicules, 120 dessins, Paris, Aux Nourritures Terrestres, 1932, 1933 et 1934[31].
  - Première suite aux Relevés Trimestriels, 20 dessins, Aux Nourritures Terrestres, 1935.
  - Les Relevés trimestriels no 15 et 16, 2 fascicules, 20 dessins, 1938.
- La Danse des vivants, recueil des 160 dessins des Relevés trimestriels, édition critique établie par Alain Riffaud, Création et Recherche, Le Mans, 2000.

### Illustrations
- Dessins dans Sans Gêne, Paris-Flirt, L'ingénu, Les Échos Parisiens, Le Rire, Fantasio, Allô Paris, Les Annales, Marianne, Vendredi (années 1920 et 1930).
- Alphonse Crozière, Frisemouche fait de l'auto, Éditions enfantines Citroën, 1926.
- Hermin Dubus, Pif et Paf, les deux garnements, Paris, Fernand Nathan, 1927.
- Hermin Dubus, Pif et paf naviguent, Paris, Fernand Nathan, 1928.
- Hermin Dubus, Pif et Paf chez les cannibales, Paris, Fernand Nathan, 1929.
- Alphonse Crozière, Loulou chez les nègres, paris, Fernan Nathan, 1929.
- André Maurois, Deux fragments d'une histoire universelle, 1992, Paris, Paul Hartmann, 1929.
- Edgar Allan Poe, Le Corbeau, chez l'artiste, 1929.
- André Chamson, Compagnon de la nuée, Paris, Paul Hartmann, 1929.
- Rudyard Kipling, Comédie en marge du monde, Paris, Paul Hartmann, 1930.
- André Maurois, Patapoufs et Filifers, Paris, Paul Hartmann, 1930.
- Rudyard Kipling, Puck de la Colline, Paris, Paul Hartmann, 1931.
- 10 légendes en marge du livre, par S. Sylvestre de Sacy, Creuzevault, 1931.
- Pétanque de Toulon, 1932.
- Les Plaideurs, par Jean Racine, Les Bibliophiles du Palais, 1933.
- Paul Silva-Coronel, Couleurs d'Égypte, 1935.
- Baba Diène et Morceau-de-Sucre, par Claude Aveline (N.R.F., 1937), illustré de 30 dessins par Jean Bruller. Ouvrage naïf destiné à l'apprentissage du français par les Japonais.
- Silence, suivi de Ombres et L'île de la fée par Edgar Poe, 1941 (traduction de Charles Baudelaire).
- Les Stances du vieux matelot, par Samuel Coleridge, 1942 (traduction de Jean Bruller).
- Reproductions de tableaux de maîtres par le procédé « La callichromie » (Léger, Braque, Monet, Renoir, Van Gogh, Picasso, Degas, Pissarro, Sisley…) (1952-1958).
- Les Silences de Vercors, réunissant Silences, Ombres, Les Stances du vieux matelot, édition critique établie par Alain Riffaud, Le Mans, Création et Recherche, 2002.

### Nouvelles
- Le Silence de la mer et autres récits, recueil contenant les nouvelles suivantes :
  - Le Silence de la mer, 1942.
  - La Marche à l'étoile, 1943[32].
  - Ce jour-là, 1943.
  - Le Songe, 1943[33].
  - L'Impuissance, juillet 1944.
  - Le Cheval et la Mort, 1944.
  - L'Imprimerie de Verdun, 1945.
- Les Armes de la nuit, 1946.
- Les Yeux et la Lumière, Albin Michel, 1948[34].
- La Puissance du jour, Albin Michel, 1951.
- Sur ce rivage, I - III, Albin Michel, 1958-1960.
- Clémentine, 1959.
- Sept sentiers du désert, Presses de la Cité, 1972.
- Le Piège à loup, 1979.

### Romans
- Les Animaux dénaturés, Albin Michel, 1952.
- Colères, Albin Michel, 1956.
- Sylva, Grasset, 1961.
- Quota ou les Pléthoriens avec Paul Silva-Coronel, Stock, 1966.
- Le Radeau de la Méduse, Presses de la Cité, 1969.
- Sillages, Presses de la Cité, 1972.
- Comme un frère, Plon, 1973.
- Tendre naufrage, Plon, 1974.
- Les Chevaux du temps, Tchou, 1977.
- Le tigre d'Anvers, Plon, 1986.

- Le Grenier d'Armor, Michalon, 1997 (posthume).

### Théâtre
- Zoo ou l'Assassin philanthrope, 1963, adaptation théâtrale des Animaux dénaturés, Avant-Scène Théâtre no 316, 1964, Galilée, 1978.
- Œdipe Roi, 1967.
- Le Fer et le Velours, 1969.
- Théâtre, 1978.

### Divers
- Les propos de Sam Howard, recueillis par Joë Mab (1923-1924). Réédition : Rome, Portaparole, 2011.
- Chroniques bibliophiles, La Quinzaine Critique (fin des années 1920), Arts et Métiers Graphiques (années 1930).
- Le Sable du temps, essai, Emile Paul, 1945.
- Les Mots, 1944., essai, Emile Paul, réédité par Actes-Sud, 1994.
- Souffrance de mon pays, essai, Emile Paul, 1945.
- Portrait d'une amitié, essai, Albin Michel, 1946. (celle qu'il a entretenue avec Diego Brosset, futur général commandant la 1ère Division Française Libre)
- Plus ou moins Homme, essai, Albin Michel, 1948.
- Les Pas dans le sable, essai, Albin Michel, 1954.
- Les Divagations d'un Français en Chine, essai, Albin Michel, 1956.
- P. P. C. Pour prendre congé, essai, Albin Michel, 1957.
- Goetz (un écrit sur l'art), essai, Le Musée de poche, 1958.
- Les Chemins de l'être, essai (échange de lettres avec Paul Misraki), Albin Michel, 1965[35].
- La Bataille du silence, mémoires, Presses de la Cité, 1967.
- Les Contes des cataplasmes, contes pour enfants, Rouge et Or, 1971.
- « Français du silence - La résistance : La résistance intellectuelle », dans Jacques Meyer (dir.) et alii, Vie et mort des Français (1939-1945), Paris, Hachette (réimpr. 1980) (1re éd. 1971), 614 p., p. 277-291.
- Questions sur la vie à MM. les biologistes, essai, Stock, 1973.
- Tendre Naufrage, 1974.
- Ce que je crois, essai, Grasset, 1975.
- Sens et non-sens de l'Histoire, essai, Galilée, 1978.
- Je cuisine comme un chef, Seghers, 1976.
- Camille ou l'enfant double, pour enfants, Rouge et Or, 1978.
- Assez mentir !, essai, Ramsay, 1979.
- Moi Aristide Briand : Essai d'autoportrait, essai, Plon, 1981.
- Cent ans d'histoire : I. Moi, Aristide Briand, 1981, II. Les occasions perdues, 1984, III. Les nouveaux jours, 1985, Presses de la Cité.
- Ann Boleyn, Perrin, 1985.
- Costumes et décor de L'orphelin de Chine de Voltaire, mise en scène Jean Mercure, Comédie-Française, Paris, 1965.

### Traductions
- Hamlet, de William Shakespeare, illustré par Jean Bruller, Vialletay, 1965.
- Œdipe, de Sophocle, Perrin, 1970.
- Chat !, de I. Orkeny, Gallimard, 1974.
- Macbeth, de William Shakespeare, Galilée, 1978.
- Ah ! Hollywood..., de Christopher Hampton, Actes Sud, 1985.
- Pourquoi j'ai mangé mon père, de Roy Lewis, Actes Sud, 1990.

### Ouvrage collectif militant
- Hervé Bazin, Marc Beigbeder, Jean-Marie Domenach, Francis Jeanson, Michel Leiris, Jacques Madaule, Marcel Mer, Jean Painlevé, Roger Pinto, Jacques Prévert, Roland de Pury, J.H. Roy, Vercors et Louis de Villefosse (préf. Jean-Paul Sartre), L'Affaire Henri Martin : Commentaire de Jean-Paul Sartre (Collectif), Paris, Gallimard, coll. « nrf / Hors série Connaissance », 29 octobre 1953, 296 p. (ISBN 2-07-024836-4, présentation en ligne).

## Hommage
Le jour du centenaire de la naissance de Vercors, le 26 février 2002, une plaque commémorative a été apposée sur le pont des Arts. Ce choix a été fait principalement pour deux raisons. Il s'agit d'une commémoration historique. Le pont des Arts est le lieu où, en 1943, Vercors a rencontré Jacques Lecompte-Boinet, chef du mouvement Ceux de la Résistance, pour lui remettre des exemplaires de plusieurs ouvrages des Éditions de Minuit (parmi lesquels le premier ouvrage publié chez l’éditeur, Le Silence de la mer) destinés au général de Gaulle. À cela s’ajoute un hommage littéraire : dans La Marche à l'Étoile, Vercors raconte la vie de Thomas Muritz, jeune Hongrois nourri de la culture française qui traverse l'Europe vers la France, qui est pour lui cette terre de Justice et de Liberté. Plus précisément, l'objectif du héros est de rejoindre le fameux, l'unique Pont des Arts, merveille parisienne. Arrivé, après un mois de périple dans un continent tourmenté par la guerre, devant le Pont, il s'enflamme pour ce Pont, un « point du monde où l'on embrasse à la fois […] l'Institut, le Louvre, la Cité et les quais aux bouquins, les Tuileries, la butte latine jusqu'au Panthéon, la Seine jusqu'à la Concorde ».

### Notices et ressources
- Ressources relatives à la littérature :   - The Encyclopedia of Science Fiction
  - Internet Speculative Fiction Database
  - NooSFere
- Ressources relatives aux beaux-arts :   - Artists of the World Online
  - Bénézit
  - Delarge
- Ressources relatives au spectacle :   - Archives suisses des arts de la scène
  - Les Archives du spectacle
- Ressources relatives à la bande dessinée :   - BD Gest'
  - Lambiek Comiclopedia
- Ressource relative à la vie publique :   - Documents diplomatiques suisses 1848-1975
- Ressource relative à plusieurs domaines :   - Radio France
- Ressource relative à la recherche :   - Persée
- Ressource relative à l'audiovisuel :   - IMDb
- Notices dans des dictionnaires ou encyclopédies généralistes :   - Britannica
  - Brockhaus
  - Deutsche Biographie
  - Enciclopedia De Agostini
  - Gran Enciclopèdia Catalana
  - Hrvatska Enciklopedija
  - Internetowa encyklopedia PWN
  - Larousse
  - Nationalencyklopedin
  - Munzinger
  - Store norske leksikon
  - Treccani
  - Universalis
- Notices d'autorité :   - VIAF
  - ISNI
  - BnF (données)
  - IdRef
  - LCCN
  - GND
  - Italie
  - CiNii
  - Espagne
  - Belgique
  - Pays-Bas
  - Pologne
  - Israël
  - NUKAT
  - Catalogne
  - Suède
  - Vatican
  - Tchéquie